# Ruttya tricolor
Ruttya tricolor är en akantusväxtart som beskrevs av Raymond Benoist. Ruttya tricolor ingår i släktet Ruttya och familjen akantusväxter. Inga underarter finns listade i Catalogue of Life.